# قارچ خوراکی دکمه‌ای
 قارچ خوراکی دکمه‌ای (نام علمی: Agaricus bisporus) نام یک گونه قارچ خوراکی رایج از تیره غاریقونیان است.
این قارچ جزوقارچ‌های ساپروفیت وازدسته بازیدیومیست‌ها می باشد.
قارچ دکمه ای با نام لاتین Button Mushrooms نیز شناخته می شود.اندام باردهی قارچ ماشروم (Mushroom) نامیده می‌شود که دارای یک ساقه(Stipe)است و کلاهک چتری شکل و پهن به نام پیلوس (Pileus) را نگه می دارد. کلاهک صاف، گوشتی و رنگ آن از سفید، کرم یا قهوه ای رنگ می باشد. در دوران جوانی قارچ با، پرده غشایی (veil) که از انتهای کلاهک به پایه وصل می شود، پوشیده می شود. قسمتی از این غشا که پس از پاره شدن آن اطراف ساقه را فرا می گیرد، حلقه یا آنالوس (Annulus)نامیده می شود.
در سطح زیرین کلاهک تیغه‌های متعددی وجود دارد که در دو طرف تیغه ها، تعداد بسیار زیادی هاگ تولید می شود. تیغه‌ها در ابتدا صورتی رنگ بوده و با رسیدن هاگ‌ها به رنگ سیاه تا قهوه ای تبدیل می شوند.هاگ‌ها بسیار ریز بوده و با چشم غیرمسلح دیده نمی‌شوند.

## نگارخانه

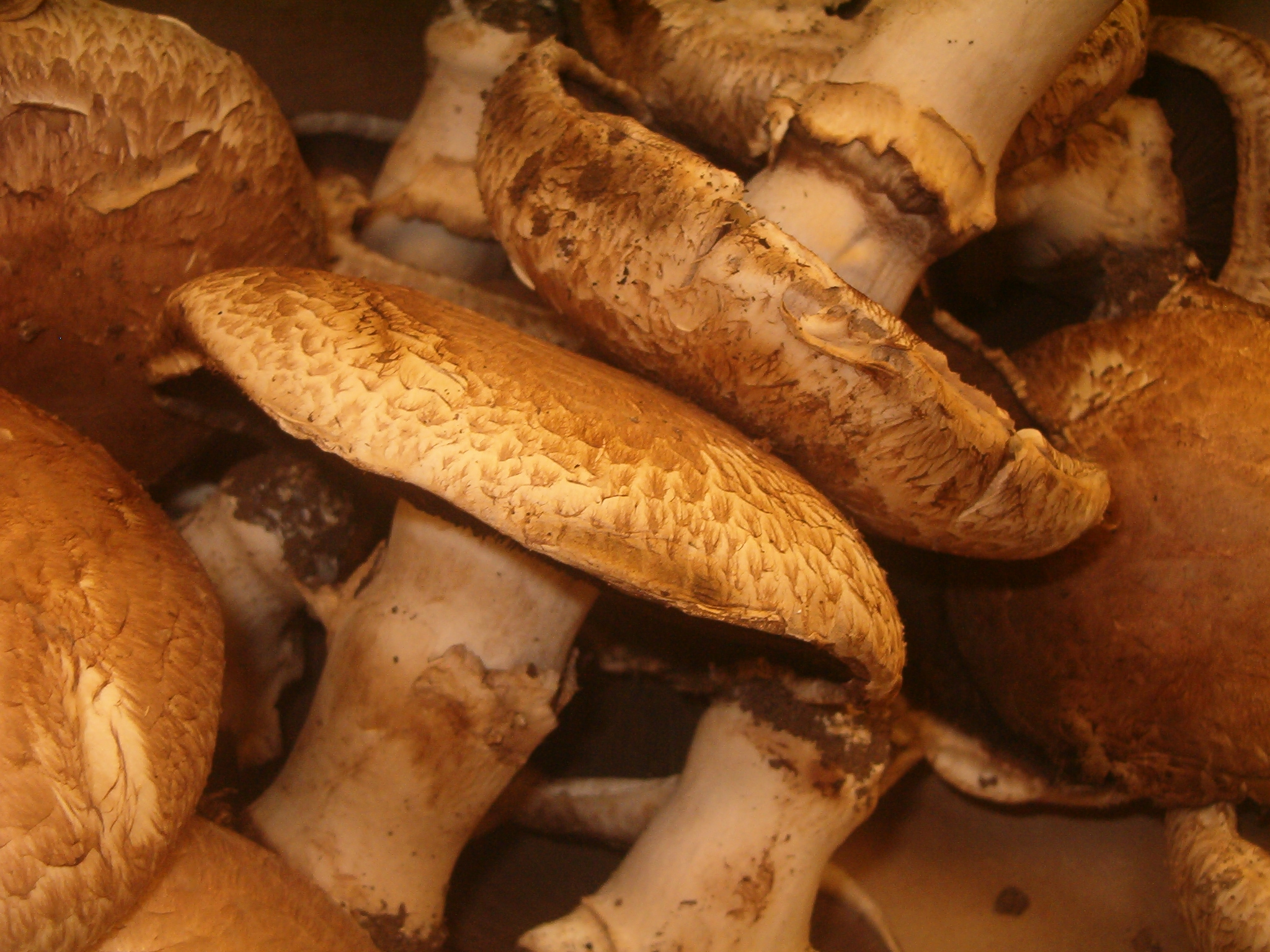
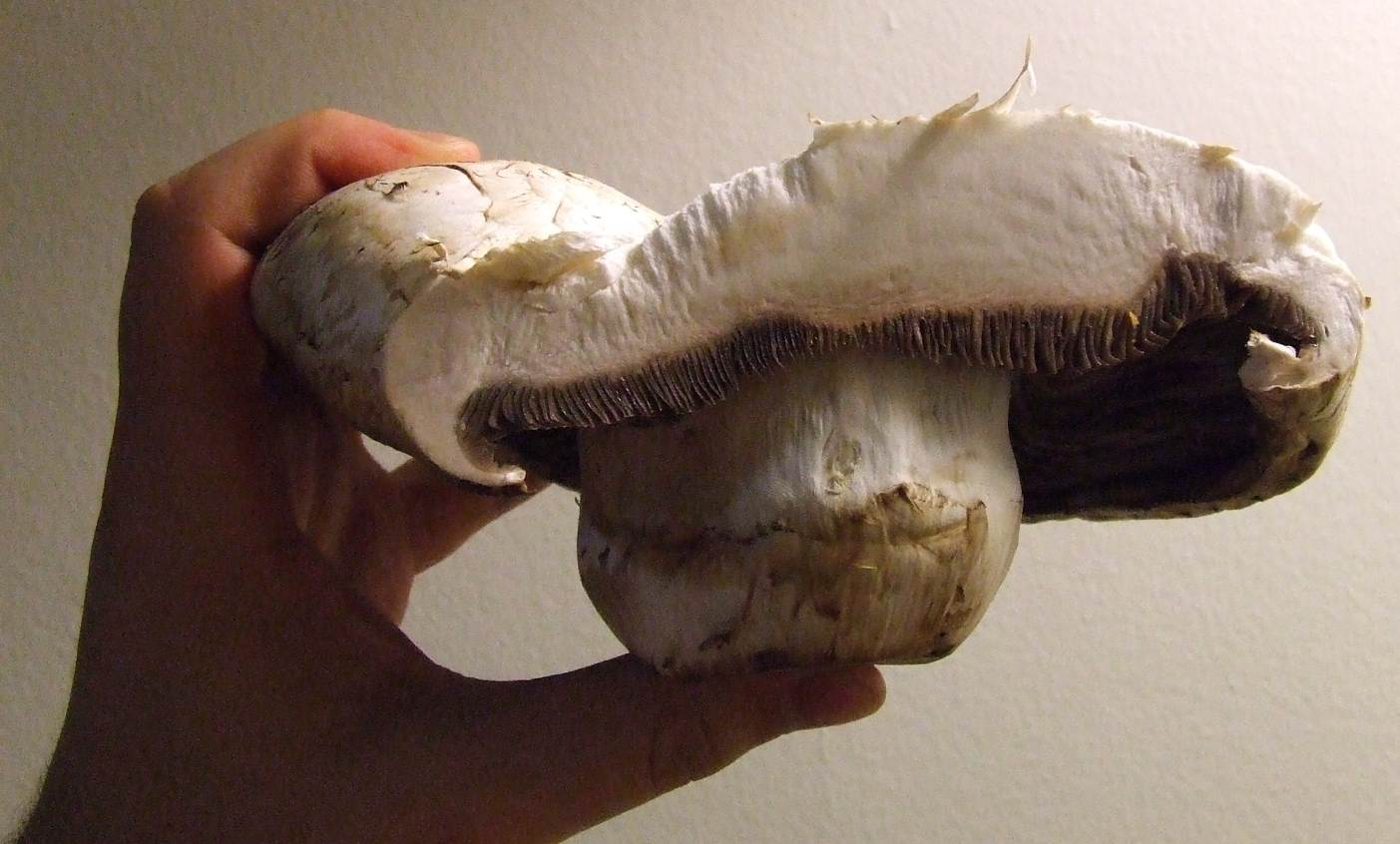
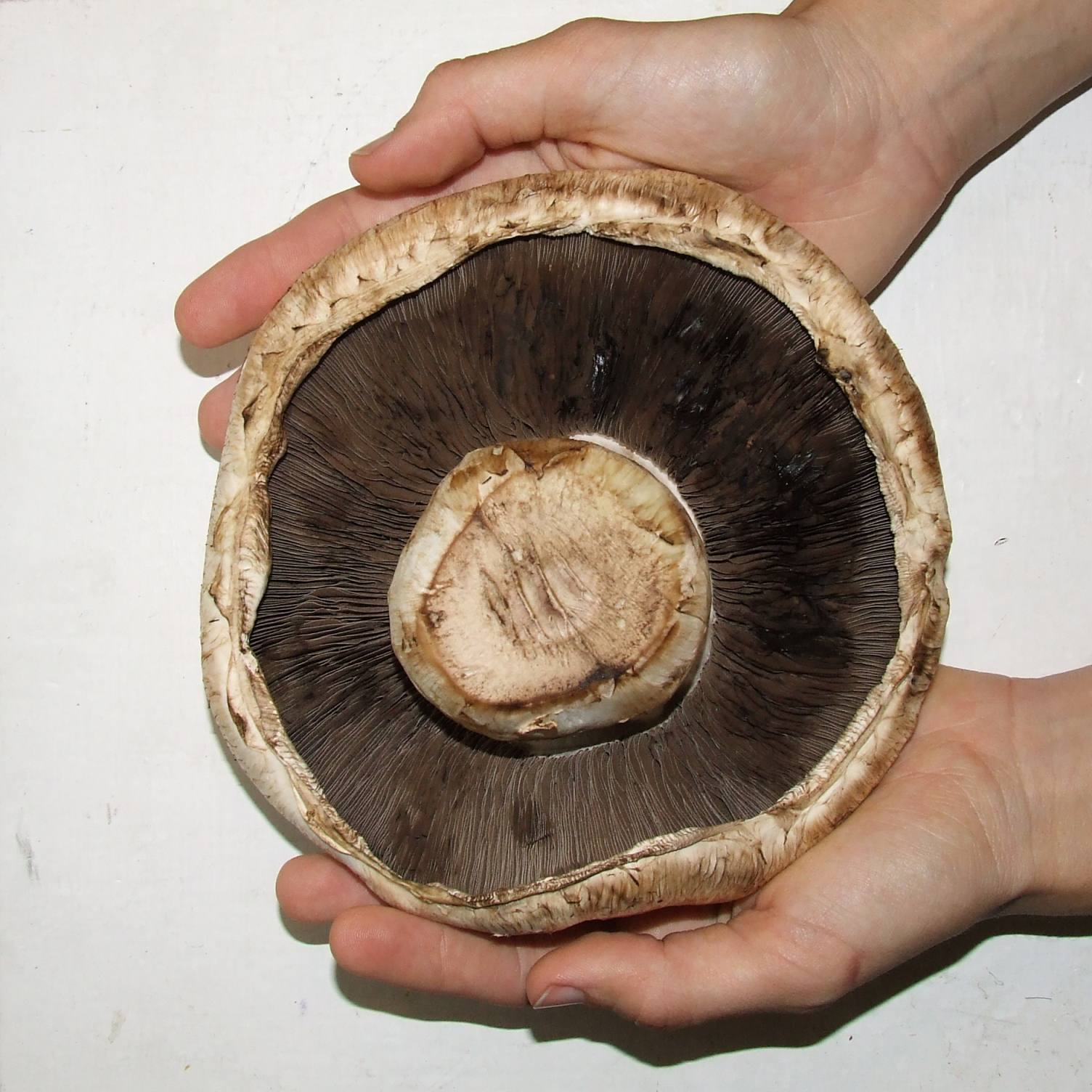
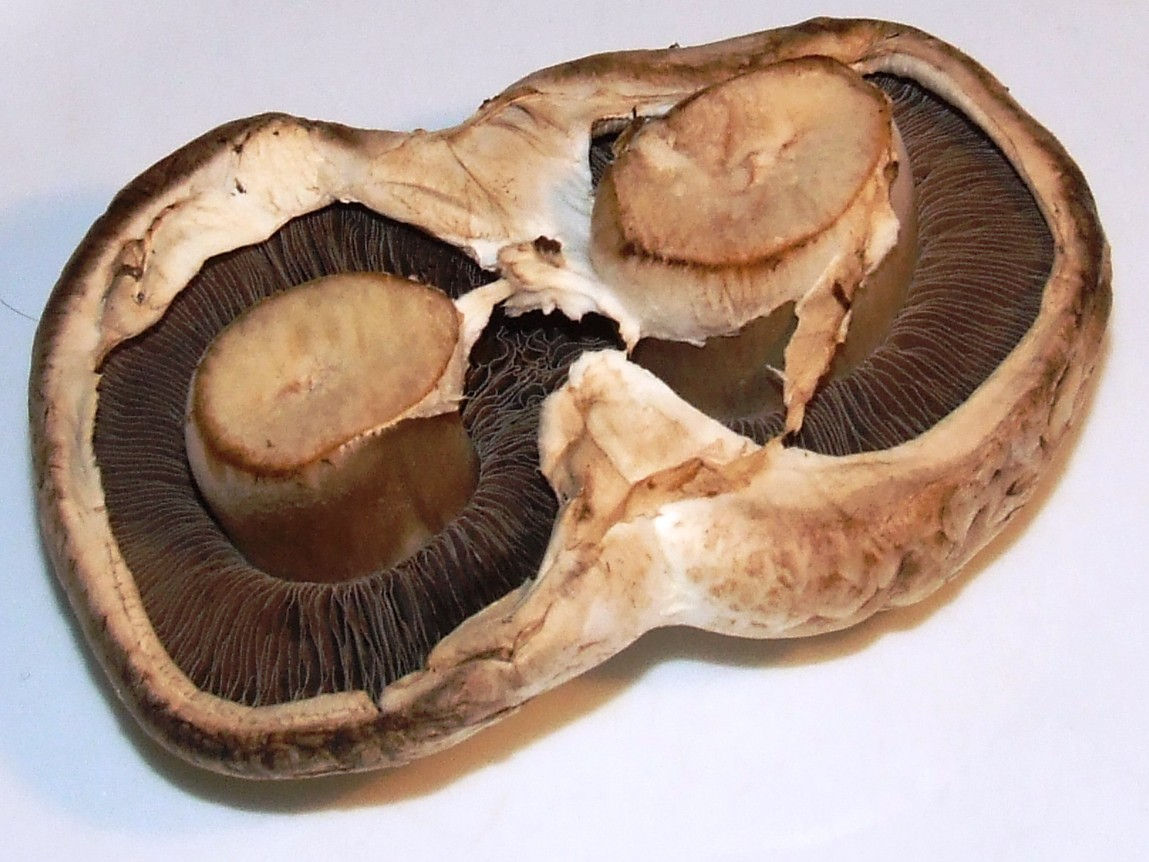
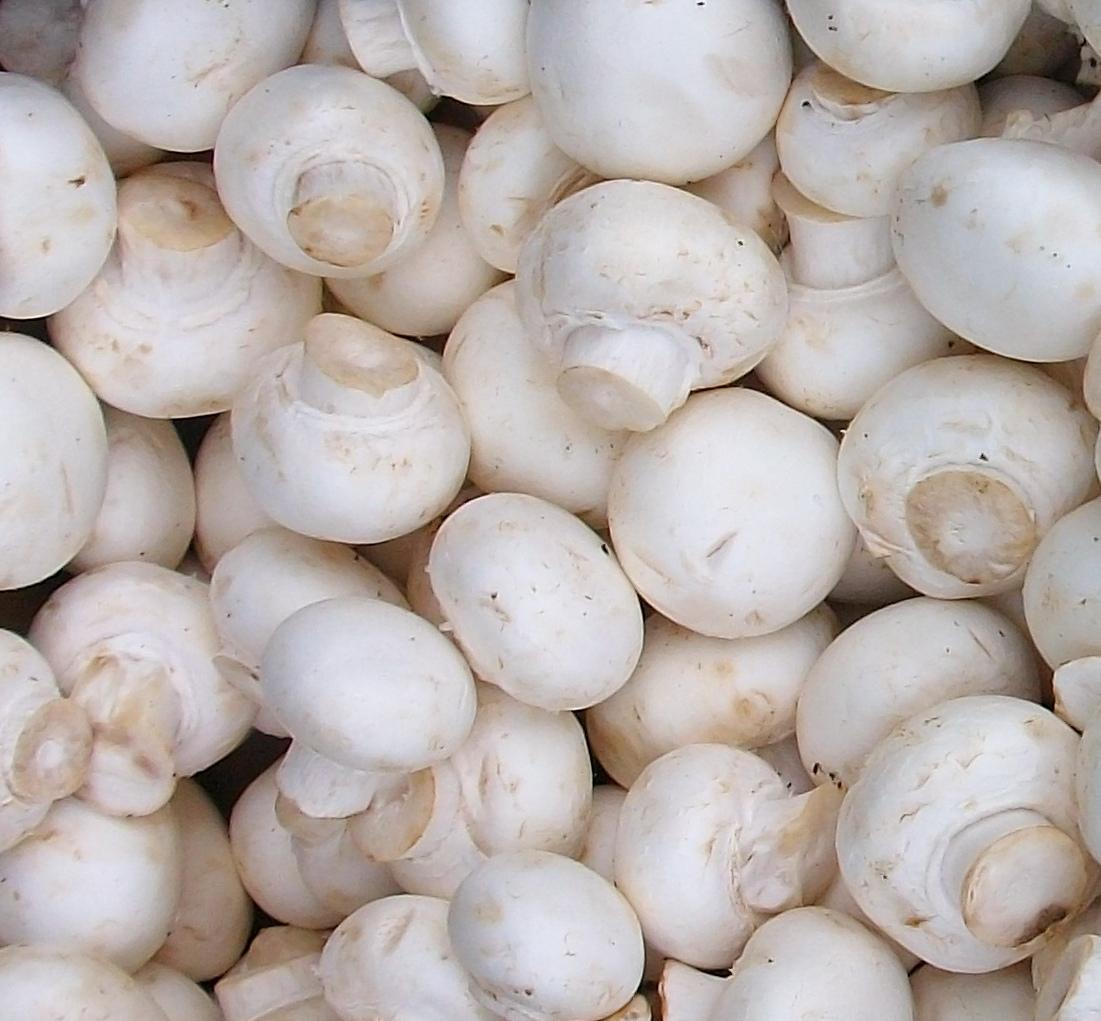

## نحوه پرورش قارچ دکمه ای
کمپوست به سالن‌های پرورش قارچ دکمه ای وارد می‌شود و به داخل قفسه‌های قارچ حمل می شود، زمانی که خاک پوششی که می رسد به صورت لایه ای بر روی کمپوست قرار می گیرد (حدوداً 14 روز بعد از پر کردن سالن). خاک پوششی برای رشد و تشکیل اندام قارچ‌ها ضروری است و آب ریشه و میسیلیوم را نگه می دارد.
سطح کمپوست یک لایه 5 سانتی متری از خاک قرار می گیرد، بعد از حدوداً 9 روز خاک پیت  رافلینگ می شود تا رشد تحریک شود، سپس سطح بستر آبیاری می‌شود در حالی که دما در 25 درجه سانتی گراد نگه داشته می شود، بعد از سه روز دما را به مرور طی سه روز پایین می آورند و هوای تازه را وارد می کنند تا دمای هوا به 18 و دمای کمپوست به 20 درجه سانتی گراد برسد، این فرایند منجر به تشکیل اندام بارده قارچ و شکل گیری قارچ‌ها می شود.
45 روز بعد از پر کردن سالن‌های پرورش قارچ از کمپوست، قارچ‌ها باید با دقت توسط دست برداشت شوند، ته ساقه‌های قارچ بریده می‌شود و قارچ‌ها در سبدهای مخصوص قرار می گیرد، قارچ‌های برداشت شده به یخچال‌ها منتقل می شوند تا تازه بمانند و برای جمع آوری آماده شوند.
آبیاری بین فلش‌ها لازم است و پس از یک هفته دومین فلش ظاهر می شود و در سومین هفته هنوز فلش دیگری ظاهر می شود، سرانجام کمپوست خالی از موادغذایی می‌شود و باید از بین برود.

همه چیز در تونل‌های پرورش قارچ به طور کامل شسته می شود، تولید قارچ نیازمند حفظ پاکیزگی و تمیزی است و این به پیشگیری از حمله بیماری‌ها به محصول کمک می کند. تونل استریلیزه می‌شود و با بخار ضدعفونی می‌شود و برای کمپوست جدید آماده می‌شود و در نهایت فرایند تولید از ابتدا تا انتها 6 هفته طول می کشد.